# サージェント阪木
サージェント阪木（サージェントさかき）は、陸上自衛隊に所属していた元自衛官、サブカル作家。過酷な訓練で知られるレンジャー教育訓練に参加し、ゲリラ戦・サバイバル術を叩き込まれたという経歴を持つ。
部下がガソリンをかぶって焼身自殺を図り、あやうく犯人にされかける（『乱世のサバイバル教典』参照）など在隊中のエピソードには事欠かない。現在は自衛隊を退役しており、本人によれば森の奥にて瞑想する毎日という。尊敬する人物は『地獄の黙示録』のカーツ大佐。
クーロン黒沢と交流があり、共著の『乱世のサバイバル教典』でデビューした。今後の活動については不明。
2018年10月8日、【想像の備え】もしも東京が破壊されたらどうなるのか？というテーマでマミヤ狂四郎やクーロン黒沢ら行った対談がロケットニュース24に掲載。

## 主な作品
『乱世のサバイバル教典』
太田出版・2007年1月、共著：クーロン黒沢・マミヤ狂四郎